# Szépfalvi Ágnes
Szépfalvi Ágnes (Agnes von Uray) (Budapest, 1965. október 21.–) magyar festőművész.

## Életpályája
1984-1988 között a Magyar Képzőművészeti Főiskola hallgatója, ahol Sváby Lajos, Kokas Ignác és Dienes Gábor tanítványa volt. 1988-tól 1990-ig a Magyar Képzőművészeti Főiskola posztgraduális képzésén vett részt. 1994-1998 között Salzburgban, Rómában, Rotterdamban és Londonban járt tanulmányúton. 1998-ban Bonnban ösztöndíjas.

## Kiállításai

### Egyéni
- 1989, 1995-1998 Budapest
- 1998 Szeged, Székesfehérvár
- 1999
  - Deák Galéria
  - Sweet edge oder das malerische Verlangen, Rotor, Graz
- 2000 
  - Kortárs Művészeti Intézet, Budapest (Nemes Csabával)
  - Why not? Deák Erika Galéria
  - A fény háza (Nemes Csabával)
  - Ludwig Múzeum – Kortárs Művészeti Múzeum, Budapest
- 2009 Fővárosi Képtár, Budapest
- 2022-23 Inda Galéria, Budapest[1]

### Csoportos
- 1995, 1997-1998, 2000-2001 Budapest
- 1999 Stockholm, Prága

## Művei
- Különös (1995)
- Parkban (1996)
- Tükör (1996)
- Nő lovon (2000)
- Szent Ágnes (2012)

## Díjai
- Eötvös Alapítvány díja (1988)
- Herman Lipót-díj (1988)
- Derkovits Gyula képzőművészeti ösztöndíj (1999-2002)
- Smohay-díj (2000)